# معركة يفرن 1923
معركة يفرن 1923 هي المرحلة الحاسمة من المواجهات العسكرية التي خاضها المجاهدون الليبيون ضد القوات الإيطالية في منطقة يفرن بجبل نفوسة، ضمن الاحتلال الإيطالي لليبيا، والتي انتهت باجتياح المدينة في 31 أكتوبر 1923 بعد مقاومة استمرت عقدًا من الزمن.
دخل الإيطاليون المدينة لأول مرة في 27 مارس 1913 بعد معركة الأصابعة، حيث تصدى لهم المجاهدون أثناء زحفهم نحو الجبل. ومع تصاعد الثورة في الجبل مع بداية صيف 1915، اضطرت الحامية الإيطالية في يفرن إلى الانسحاب نحو الساحل يوم 15 يوليو 1915، متجهة إلى الزاوية، بعد أن تركت مؤنها وعتادها خوفًا من الحصار.
قاد الإيطاليون محاولة جديدة بقيادة الضابط ساسي خزام لاستعادة المدينة، لكن المجاهدين هزموه وأعدموه. ولم يتمكن الإيطاليون من العودة إلى يفرن إلا في نطاق حملة عسكرية واسعة أواخر سنة 1923، بعد احتلال جادو التي اتخذوها قاعدة للهجوم.
تحركت القوات من جهات متعددة بقيادة عدد من الضباط، وخاضت معارك في أم الجرسان وصفيت، حتى دخلت يفرن يوم 31 أكتوبر 1923، واتخذتها قاعدة للزحف على غريان.